# Zdrowie psychiczne Jezusa

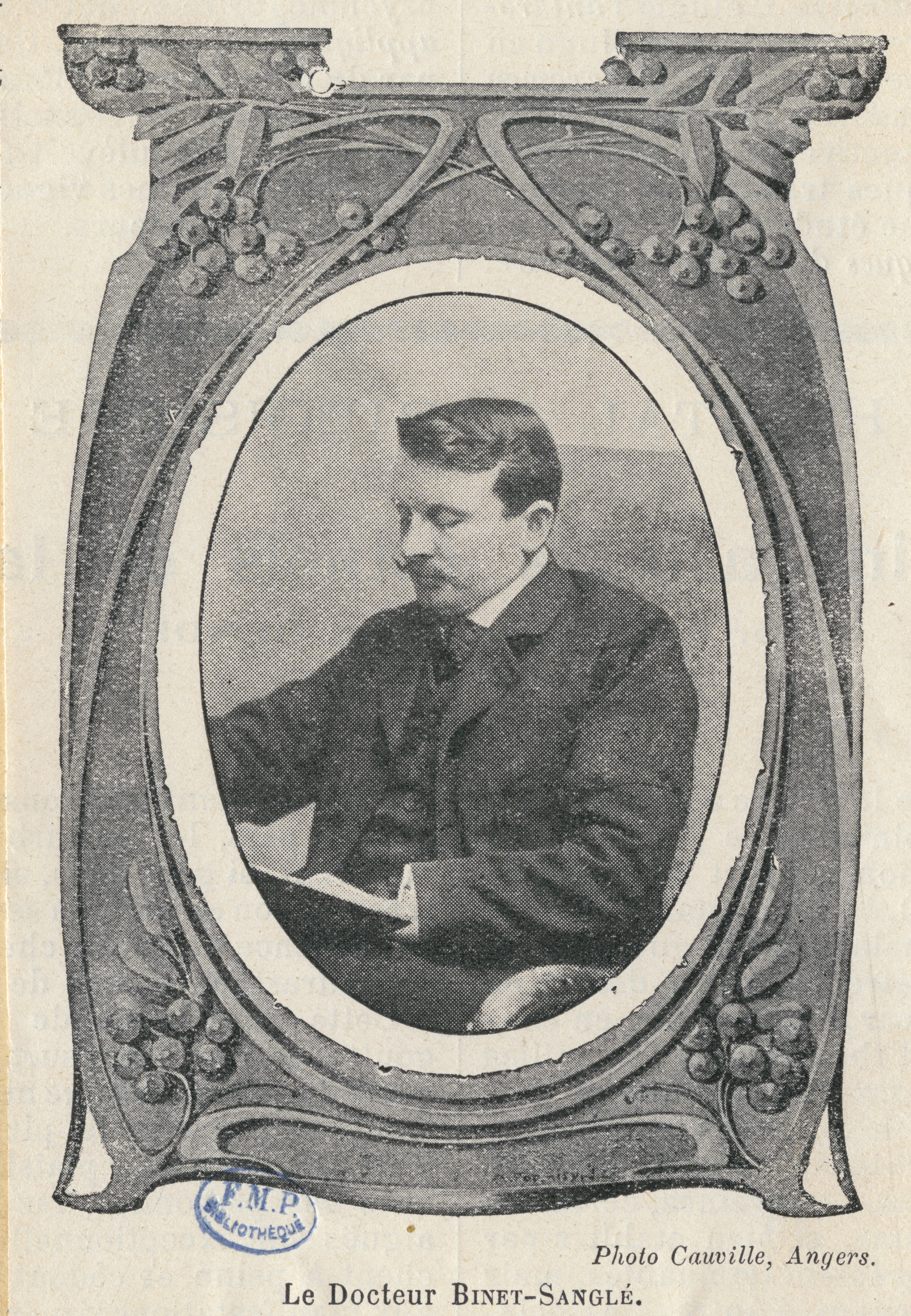
Charles Binet-Sanglé

Zdrowie psychiczne Jezusa Chrystusa – zagadnienie oceny zdrowia psychicznego historycznego Jezusa z Nazaretu. Już współcześni Jezusowi zarzucali mu odejście od zmysłów. Szaleństwo zarzucano mu także w XVIII i XIX wieku. Dominujący wpływ na późniejszy dyskurs naukowy wywarł jednak francuski psycholog i lekarz Charles Binet-Sanglé, który w czterotomowej pracy La folie de Jésus (Szaleństwo Jezusa), opublikowanej w latach 1908–1915, dowodził, że Jezus Chrystus nie był przy zdrowych zmysłach; pogląd ten znajduje zarówno zwolenników, jak i przeciwników.
Podczas jednej z pogadanek radiowych (1941–1944), wydanych po raz pierwszy w 1952 pod tytułem Mere Christianity, brytyjski pisarz, filolog i apologeta chrześcijański C.S. Lewis zauważył:

Próbuję tu zapobiec mówieniu bardzo głupiej rzeczy, którą się często słyszy: „Jestem gotów zaakceptować Jezusa jako wielkiego nauczyciela – moralistę, nie akceptuję jednak Jego twierdzeń o boskości”. Nie wolno nam wygadywać takich rzeczy. Człowiek, który by był tylko człowiekiem i mówił to, co Jezus, nie byłby wielkim nauczycielem – moralistą. Byłby albo szaleńcem – niczym człowiek, który twierdzi, że jest jajkiem na twardo – albo samym diabłem z piekła. Musisz sam zdecydować. Albo ten człowiek był i nadal jest Synem Bożym, albo szaleńcem lub kimś jeszcze gorszym.

Rozumowanie to znane jest w apologetyce chrześcijańskiej jako trylemat Lewisa (Lord, liar, or lunatic).

## Opinie podważające zdrowie

### Psychiatrzy, neurolodzy i psycholodzy
Charles Binet-Sanglé definiował chorobę Jezusa jako „paranoję na tle religijnym”:

W skrócie natura halucynacji Jezusa, tak jak zostały one opisane w ewangeliach kanonicznych, pozwala nam dojść do wniosku, że założyciel chrześcijaństwa cierpiał na paranoję na tle religijnym.

Zgodził się z nim nowojorski psychiatra dr William Hirsch, który w 1912 opublikował Religion and Civilization: The Conclusions of a Psychiatrist (Religia i cywilizacja: Konkluzje psychiatry). Dr Hirsch wyliczył przeróżne przypadki odmiennego zachowania Jezusa. Zgodził się z Binet-Sanglém co do występowania halucynacji u Jezusa i wskazywał na obecność u niego „dużych urojeń, które nieustannie potęgowały się”. Twierdził on, że Jezus był „paranoikiem” – prostym i zwyczajnym. Dodaje też:

Wszystko, co wiemy o Jezusie, pasuje tak doskonale do klinicznego obrazu paranoi, że jest wprost trudne do pomyślenia, iż ktokolwiek dobrze obeznany z zaburzeniami psychicznymi mógłby kwestionować poprawność tej diagnozy.

Według Binet-Sanglégo i Hirscha cuda Jezusa były wynikiem głównie sugestii lub autosugestii.
Wcześniej zdrowie psychiczne Jezusa podważali niemieccy psychiatrzy. Oskar Panizza (1898) w swoim artykule Christus in psicho-patologischer Beleuchtung (Chrystus w świetle psychopatologii) opisał Jezusa jako paranoika i przypadek psychopatologiczny. Georg Lomer (1905) wydał pod pseudonimem „George de Loosten” pracę Jesus Christus vom Standpunkte des Psychiaters (Jezus Chrystus z punktu widzenia psychiatrii), w której tłumaczy zachowania Jezusa obciążeniem dziedzicznym, które prowadziło do „degeneracji z określonymi urojeniami i halucynacjami”.
W latach 1925–1930 opublikowano w ZSRR zbiór prac Клинический архив гениальности и одарённости (Archiwum kliniczne geniuszu i talentu), w którym psychiatrzy i psycholodzy omawiali związek talentu z zaburzeniami psychicznymi. W ramach cyklu ukazała się praca Jakuba Minca Иисус Христос как тип душевнобольного (Jezus Chrystus jako typ chorego psychicznie). Minc zauważa, że utożsamianie się z Bogiem, Synem Bożym, oczekiwanym mesjaszem – przeznaczonym do zbawienia świata – jest charakterystyczne dla osób cierpiących na przewlekłe zaburzenia urojeniowe: paranoję. Sugeruje również, że Jezus miał halucynacje związane z urojeniami religijnymi, np. podczas chrztu w Jordanie czy pobytu na pustyni. Ogólnie diagnozuje u Jezusa osobowość asteniczną, aseksualną.
Zdrowie psychiczne Jezusa kwestionowali również brytyjscy psychiatrzy William Sargant i Raj Persaud, a także niektórzy psycholodzy z nurtu psychoanalitycznego, np. Georges Berguer w pracy Quelques traits de la vie de Jésus au point de vue psychologique et psychanalytique.
Psycholog i filozof Władysław Witwicki z nurtu racjonalistycznego w komentarzu do własnego przekładu Ewangelii Mateusza i Marka (Dobra Nowina według Mateusza i Marka) przypisał Jezusowi subiektywizm, wzmożone poczucie własnej mocy i wyższości nad innymi, egocentryzm i tendencję do podporządkowywania sobie innych ludzi, a także trudności w kontakcie ze światem oraz rozdwojenie jaźni, czyniące zeń typ schizotymiczny (według Ernsta Kretschmera) czy wręcz schizofreniczny. Ów przekład wraz z komentarzem (będącym w istocie psychobiografią Jezusa) został pozytywnie oceniony przez część polskich religioznawców, lecz zebrał także głosy krytyczne.
W rozprawie Dusze chore Witwicki napisał:

Obłęd przewlekły, zwany w nauce paranoją, najczęściej nie zwraca uwagi otoczenia. Chory jest zwykle przytomny, ma sprawną pamięć, może się odznaczać niepospolitą inteligencją i pracować na wybitnych stanowiskach. Cieszy się nieraz wpływem na ludzi, pisuje książki, staje na czele towarzystw, zakłada sekty religijne albo stronnictwa polityczne i nie każdy dostrzega u niego rozgałęziony układ urojeń niewzruszonych, dotyczących jego własnej osoby. Chory uważa się w głębi duszy albo jawnie za zesłańca niebios, za władcę nowej epoki, który już istniał kiedyś dawniej i nie umrze w ogóle, za potomka królów, którego prześladują źli ludzie albo ciemne duchy. Ma niepohamowaną potrzebę władzy, czuje się dobroczyńcą ludzkości albo narodu, stoi na granicy dwóch epok itd. W zakładach leczniczych rzadko się tych chorych spotyka; częściej widać ich w dziejach religii, polityki, literatury. Ta choroba rozwija się na tle wrodzonej skłonności i nie wydaje się uleczalna.

W innym swoim dziele – Wiara oświeconych (Paryż 1939, Warszawa 1959) – Witwicki na podstawie własnych badań empirycznych nad wiarą religijną sformułował tezę, że wierzący stosują inne, „ulgowe” kryteria etyczne przy ocenie działalności postaci religijnych, a inne, znacznie surowsze przy ocenie postępowania zwykłych ludzi.
Polski psychiatra Antoni Kępiński, nie formułując wprost tezy o zaburzeniach psychicznych Jezusa, zawarł w swoich książkach stwierdzenia sugerujące taką możliwość:

Obraz zaburzeń psychicznych pozostaje niezmienny w zasadniczym schemacie na przestrzeni wieków. Czytając ich opisy sprzed setek lub nawet tysięcy lat (np. w Biblii), bez trudu możemy postawić rozpoznanie.

Schizofrenik może powiedzieć o sobie „królestwo moje nie jest z tego świata”.

Znaczną część schizofrenicznych urojeń zajmują sprawy ostateczne, apokaliptyczne wizje końca świata, sądu ostatecznego, raju czy piekła, krwawych wojen, zaciętych walk między stronnikami dobra i zła itp.

Poczucie boskiej wszechmocy nie jest rzadkim zjawiskiem w psychopatologii ostrych psychoz, zwłaszcza typu schizofrenicznego. Chorych z podobnym zespołem objawów można spotkać w każdym szpitalu psychiatrycznym, opisywani są oni w każdym klasycznym podręczniku psychiatrii.

W schizofreniach o spokojniejszym przebiegu może dojść do utrwalenia się struktur patologicznych (usystematyzowane urojenia i omamy). Wówczas rozbite „ja” krystalizuje się w urojonej roli – chory staje się prześladowanym, zdobywcą świata, świętym, diabłem, Bogiem, chorym rozkładającym się za życia. Zachowuje się odpowiednio do nowej roli ujawnionej mu w chorobie i odpowiednio do niej wszystko przeżywa.

Czasem się wydaje, jak gdyby chorzy w schizofrenii odpowiadali treści następujących słów: „Nie troszczcie się o życie wasze, co będziecie jedli, ani o ciało, w co będziecie się odziewali. Życie jest czymś więcej niż pokarm, a ciało czymś więcej niż odzienie. Przypatrzcie się krukom, iż nie sieją, ani żną, nie mają one spiżarni ani spichlerza, a Bóg je karmi (...). Przypatrzcie się liliom, jak rosną; nie pracują ani przędą, a powiadam wam: ani Salomon we wszystkiej chwale swojej nie był tak ubrany, jak jedna z nich” (Ewangelia św. Łukasza, 12, 22-27).

Światu grozi zagłada – chory chce ludzkość ostrzec, poświęcić się dla niej; heroiczny czyn może uchronić przed katastrofą. Chce cierpieć, być męczennikiem. Zadaje sobie dotkliwe rany, kaleczy swe ciało. Wkłada rękę do ognia, bo od tego, czy ból wytrzyma, zależy w jego mniemaniu ratunek ludzkości. (...) Objawia mu się Bóg, święci, bohaterowie przeszłości, wielcy przodkowie, duchy zmarłych krewnych, współcześni wielcy ludzie; dają mu zlecenia, uświadamiają jego wielką misję.

Przedstawiany tu metafizyczny aspekt świata schizofrenicznego mimo zmienności szczegółów zależnych od wpływów kulturowych, w zasadniczym schemacie pozostaje taki sam. Można go znaleźć w najstarszych opisach. W dużej mierze pozwala on nawet zidentyfikować dany opis jako przypadek tej choroby.

Angielski psychiatra Anthony Storr w swojej książce Feet of Clay; Saints, Sinners, and Madmen: A Study of Gurus sugeruje, że istnieją psychologiczne podobieństwa pomiędzy szalonymi „mesjaszami”, takimi jak Jim Jones czy David Koresh, a szanowanymi przywódcami religijnymi, np. Jezusem. Śledzi on typowe wzorce, często obejmujące choroby psychotyczne, które kształtują rozwój guru. Studium Storra jest próbą spojrzenia na Jezusa jako na jednego z wielu guru. Zgadza się on z większością badaczy Jezusa historycznego, skłaniającymi się ku hipotezie Jezusa jako proroka apokaliptycznego:

Nieuniknione jest założenie, że Jezus podzielał apokaliptyczny pogląd, zgodnie z którym zwycięstwo sił zła przez Boga jest na wyciągnięcie ręki, a Królestwo Boże zostanie ustanowione na Ziemi w niedalekiej przyszłości.

Storr dostrzega szereg podobieństw Jezusa do innych guru. Jest to np. przejście przez okres konfliktu wewnętrznego podczas postu na pustyni. Według niego, jeśli Jezus rzeczywiście uważał się za zastępcę Boga i wierzył, iż pewnego dnia zstąpi z niebios, by panować, to bardzo przypomina guru, których wcześniej ocenił jako „głosicieli ułudy opętanych manią wielkości”. Zauważa, że Jezus nie był ideałem, jeśli chodzi o życie rodzinne. Guru często pozostają obojętni wobec więzi rodzinnych (Mt 10,37; Mk 3,31-35; 10,28-30; Łk 9,59-62; 12,51-53; 14,26). Do innych podobieństw Storr zalicza wiarę Jezusa w otrzymanie szczególnego objawienia od Boga oraz skłonność do elitaryzmu w tym sensie, że Jezus wierzył, iż w sposób specjalny został naznaczony przez Boga.
Amerykański biolog i neurolog Robert Sapolsky w swoim eseju zawartym w książce Kłopot z testosteronem i inne eseje z biologii ludzkich tarapatów omawia zachowania schizotypowe („na wpół szalone”, org. „half-crazy”) i myślenie magiczne (org. metamagical thought), które m.in. jego zdaniem cechują szamanów i charyzmatycznych przywódców religijnych. Zauważa, że takie na wpół szalone inspiracje mogą okazać się pomocne do stworzenia trwających przez pokolenia „ponadnaturalnych przekonań” (org. supernatural belief) w danej zbiorowości. Dlatego osoby z tymi skłonnościami mają często władzę, zaszczyty, posłuch, są poszukiwanymi i szanowanymi członkami tradycyjnych społeczności. Dzięki temu korzyści płynące z tego zaburzenia „są wystarczające, żeby utrzymać w ludzkiej puli genowej tę szeroką, uwarunkowaną genetycznie charakterystykę”. A ponieważ takie skłonności, jak większość cech dziedzicznych, występują z różnym nasileniem, dlatego: 

Jasne, można przesadzić, i nasza historia pełna jest mrocznych plam poronionych ruchów religijnych, zainspirowanych przez mesjanistycznych świrów. Ale wygląda na to, że mamy do czynienia z kontinuum: za dużo, i zdecydowanie trafiasz do królestwa Jima Jonesa, Davida Koresha czy Charlesa Mansona, którzy pociągnęli za sobą tłumy wyznawców w wir paranoicznych urojeń. W wypadku Jonesa i Koresha można jedynie uprawiać teoretyczną psychiatrię sądową i domyślać się, co było z nimi nie tak, natomiast u Mansona (...) zdiagnozowano schizofrenię. Ale jeżeli twoje magiczne myśli i zachowania mają odpowiednie natężenie i pojawią się we właściwym miejscu i czasie, to ludzie mogą dostać w twoje urodziny dzień wolny od pracy na wiele, wiele lat.

Dalej Sapolsky konstatuje, że „można całkiem wiarygodnie połączyć zachowania schizotypowe, myślenie magiczne i podstawy niektórych przekonań religijnych zarówno w zachodnim, jak i pozazachodnim kręgu kulturowym”. Według niego: „Założenia teorii szamanizmu opierającego się na psychopatologii równie dobrze pozwalają zrozumieć korzenie głównych religii świata zachodniego”.
W 2012 amerykańscy neurolodzy Bruce Heimburger Price i Evan David Murray oraz neuropsychiatra Miles Gregory Cunningham z Harvard Medical School opublikowali na łamach „Journal of Neuropsychiatry and Clinical Neurosciences” artykuł The Role of Psychotic Disorders in Religious History Considered, w którym analizują między innymi postać Jezusa z perspektywy behawioralnej, neurologicznej i neuropsychiatrycznej. Autorzy zaznaczają na wstępie, że doświadczenia Jezusa można potencjalnie ująć w ramach schizofrenii paranoidalnej (ang. PS – paranoid schizophrenia). Inne możliwości mogą obejmować zaburzenia afektywne dwubiegunowe i schizoafektywne. Analiza według nich wykazała u Jezusa tryb myślenia paranoidalny i hiperreligijny, a ponadto obecność doświadczeń określanych obecnie jako objawy psychotyczne, co sugeruje, że owe doświadczenia mogły być przejawami zaburzeń psychotycznych, takich jak na przykład urojenia czy halucynacje. Autorzy artykułu sugerują również, że Jezus celowo postawił się w okolicznościach prowadzących do jego egzekucji. Ma o tym świadczyć fakt, że z wyprzedzeniem wyjaśniał uczniom konieczność swojej śmierci jako preludium do pośmiertnego powrotu (Mt 16,21-28; Mk 8,31; J 16,16-28). Takie „samobójstwo przez pełnomocnika” (np. ang. suicide by cop – samobójstwo przez policję) zostało opisane jako „każdy incydent, w którym osoba samobójcza powoduje, że jej śmierć ma zostać przeprowadzona przez inną osobę”. Istnieje zatem prawdopodobieństwo przekonań i zachowań Jezusa prowadzących do jego śmierci. Ponadto autorzy artykułu przytaczają pracę Ann Ruth Willner, w której zbadała ona literaturę na temat przywództwa charyzmatycznego i podała związki między przywódcą a grupą wyznawców oraz „czynniki katalityczne”, które ułatwiają takiej osobie z cechami psychotycznymi stanie się przywódcą charyzmatycznym. Zalicza do nich: wpisanie się w jeden lub kilka dominujących w danym społeczeństwie mitów (np. mit mesjasza lub szerzej: mit bohatera), dokonanie niezwykłego lub heroicznego czynu, przekonanie o własnej wyjątkowości lub posiadaniu niezwykłych cech, znakomita retoryka.
Reagując na sugerowaną nieliteralną interpretację pism religijnych, autorzy artykułu zauważają, że od najdawniejszych czasów wierzący rozumieli doświadczenia postaci tam występujących dosłownie, tak jak je opisano. Biorąc zatem pod uwagę, że wiele z tych doświadczeń wykazuje uderzające podobieństwo do dobrze scharakteryzowanych zjawisk psychiatrycznych, rodzi to perspektywę dużego stopnia dokładności źródeł pisanych w stosunku do zawartych w nich szczegółów.
W podsumowaniu artykułu autorzy postulują utworzenie nowej podkategorii DSM zaburzeń psychicznych oraz stwierdzenie istnienia pewnych charakterystycznych objawów psychotycznych. Podkategoria ta może określać umysł suprafreniczny („nadprzyrodzony”). Cechuje on osoby ze zorganizowanym i względnie nienonsensownym systemem urojeń, wzniosłe, narcystyczne, z możliwymi halucynacjami oraz z bardzo silnym poczuciem misji i bycia kimś wyjątkowym. Powyższe objawy można w szczególności rozpoznać u osób ze średnią lub ponadprzeciętną inteligencją, o dużych umiejętnościach komunikacyjnych, wysokim stopniu charyzmy i zdolności do skutecznego wywoływania empatii. Osoby takie potrafią przekonać i psychicznie fascynować grupy oraz całe populacje osób, aby podążały za ich dyrektywami przez różny czas. Ich procesy myślowe są częściowo lub w całości oparte lub inspirowane przez psychotyczne procesy myślowe. Te procesy mogą być silnie związane z powszechnymi przekonaniami społecznymi, ale nie podlegają racjonalnej ocenie. Osoby dotknięte tymi zaburzeniami mogą być bardzo przekonujące i zajmować wysoką pozycję w grupie, wywierać nadmierny wpływ na jej członków. Ich przekonania mogą skutkować czynami, które są śmiertelnie niebezpieczne dla nich samych oraz dla innych osób, a także odbiegają od norm charakterystycznych dla otaczającego ich społeczeństwa. Cechy afektywne mogą być u nich obecne, ale zazwyczaj nie są wyniszczające. Hiperreligijność byłaby częstym komponentem, lecz nie zawsze występującym, gdyż może też dotyczyć np. charyzmatycznych przywódców społeczno-politycznych. Osoby te mogą wywierać bardzo silny wpływ na jednostki lub społeczeństwo. W końcowej konkluzji autorzy sugerują, że niektóre z najbardziej znaczących postaci religijnych mogły mieć objawy psychotyczne, które przyczyniły się do powstania ich objawień, a zatem istnieje możliwość, iż osoby z zaburzeniami psychotycznymi wywarły ogromny wpływ na cywilizację.

### W kulturze
Temat kwestionowania zdrowia psychicznego Jezusa poruszali również pisarze, tacy jak Fiodor Dostojewski w Idiocie i Michaił Bułhakow w Mistrzu i Małgorzacie, a także dramaturg Rodrigo García w Golgota Picnic.
Krytyczka literacka i docentka w Rosyjskim Państwowym Instytucie Sztuk Scenicznych Nadieżda Dożdikowa sugeruje, że przedstawiony (artykułowany przez Piłata) w Mistrzu i Małgorzacie obraz Jezusa jako nieszkodliwego szaleńca ma swe źródła w literaturze ZSRR lat 20. XX wieku, która, podążając za tradycją demitologizacji Jezusa, tworzoną w dziełach Straußa, Renana, Nietzschego i Binet-Sanglégo, wysuwała na pierwszy plan dwa główne motywy – choroby psychicznej i oszustwa. Dopiero na przełomie lat 20. i 30. zwyciężyła w propagandzie ZSRR opcja mitologiczna, czyli negowanie istnienia Jezusa.
W książce Stanisława Lema Śledztwo (1959), będącej refleksją nad chaosem, przypadkiem, statystyką i ludzką potrzebą poszukiwania ładu, porucznik Scotland Yardu Gregory próbuje rozwikłać zagadkę znikających nocą z wiejskich kostnic zwłok. Jedna z postaci powieści – pisarz Armour Black – stwierdza, że „tysiąc lat temu takie samo zdarzenie dałoby początek nowej religii”, inna z kolei – doktor McCatt – pyta retorycznie: „czy zaniecha pan śledztwa, jeżeli sam, na własne oczy, zobaczy pan coś w rodzaju zmartwychwstania? Więc zmarły, który siada, rusza się...”. W końcowej scenie narracji Gregory podczas rozmowy z Głównym Inspektorem Sheppardem mówi:

W każdym razie jest szansa – w chorobie! Choroba może wytłumaczyć najdziwniejsze rzeczy, nawet widzenia i stygmaty, nawet... nawet cud! Zna pan pewno prace Guggenheimera, Holpaya i Wintershielda? (...) Te, w których dowodzili na podstawie analizy Ewangelii, że Jezus był szalony. W swoim czasie narobiły wiele szumu. Psychiatryczna analiza tekstów, z której wypłynęła hipoteza paranoi...

Zbigniew Hołdys skomponował balladę, która ma rytm odpowiadający krótkim zdaniom oznajmującym. Na tekst piosenki złożyły się zasłyszane twierdzenia o znanych osobach. Utwór zatytułowany „Molier” znalazł się na płycie Hołdys.com (2000). Fragment ballady:

Jezus to był świr
Jelcyn wczoraj mało pił
Manson to był bóg
Todor Żiwkow nie mył nóg
Miłosz to jest nikt
Goethe niepotrzebnie żył

W serwisie Patronite tak Zbigniew Hołdys kończy wpis omawiający powstanie tekstu piosenki:

Janek Izbiński, cudowny bluesman i cinkciarz ze Świnoujścia, z którym debatowaliśmy o religiach (był zdeklarowanym Żydem) nie kwestionował istnienia Jezusa, ale uważał, że był to schizofrenik, który miewał wizje. Bęc: „Jezus to był świr”. Ktoś kiedyś w jakiejś rozmowie powiedział, że Hitler mógł być gejem. Jest. Bułgarski poeta Georgij Markow, który najpierw kumplował się z komunistycznym satrapą z Sofii, Todorem Żiwkowem, a potem uciekł na Zachód i ochoczo denuncjował wodza: „Nie mył nóg, jechało strasznie na zebraniach partyjnych”. Jest. I tak dalej, kolejne koraliki słowne nizałem na muzyczkę i w końcu powstał utwór „Molier”.

Kwestia diagnozowania ewentualnych zaburzeń psychicznych Jezusa pojawia się w jednym z dialogów serialu Dr House (sezon VII, odc. 8).

### Pozostali
Pierwszymi osobami, które podważały zdrowie psychiczne Jezusa, mogli być jego krewni. Ewangelia Marka (Mk 3,21) przytacza opinię krewnych o Jezusie, jakoby „odszedł on od zmysłów”:

A krewni, gdy o tym usłyszeli, przyszli, aby go pochwycić, mówili bowiem, że odszedł od zmysłów.

Schizofrenia, w odróżnieniu od innych zaburzeń psychicznych, najdłużej zachowała znamię opętania przez moce tajemne. Zapisy ewangeliczne wskazują, że Jezus był oskarżany o opętanie (Mk 3,22, 3,30; J 8,48, 8,52), również w kontekście „odchodzenia od zmysłów”, „szaleństwa” (J 10,20):

I wielu z nich mówiło: Demona ma i szaleje. Dlaczego go słuchacie?

Wielu spośród nich mówiło: On jest opętany przez złego ducha i odchodzi od zmysłów. Czemu Go słuchacie?

Religioznawca Justin Meggitt sugeruje w swoim artykule (The Madness of King Jesus: Why was Jesus Put to Dead, but his Followers were not? – Szaleństwo króla Jezusa: dlaczego Jezus został zabity, a jego wyznawcy nie?) oraz książce (The Madness of King Jesus: The Real Reasons for His Execution – Szaleństwo króla Jezusa: prawdziwe powody jego egzekucji), że Piłat i pozostali Rzymianie uważali Jezusa za obłąkanego, zwiedzionego szaleńca. Dlatego jedynie Jezus został skazany na śmierć (pod naciskiem kapłanów żydowskich), a jego uczniowie nie. Jezus miał być przedstawiony Piłatowi i skazany na śmierć jako królewski pretendent, tymczasem standardową rzymską procedurą było ściganie i egzekucja niedoszłych powstańców wraz z ich przywódcami. Uczniów Jezusa nie tylko nie spotkał taki los, ale nawet później nie doświadczali żadnych szykan ze strony władz rzymskich podczas nauczania o Jezusie.
Zdrowie psychiczne Jezusa podważał również Jean Meslier (1664–1729), który w swoim Testamencie podjął się udowodnić, że Jezus „był naprawdę szaleńcem, fanatykiem” (étoit véritablement un fou, un insensé, un fanatique). Uczynił to następnie w rozdziałach XXXIII i XXXIV. W XIX wieku David Friedrich Strauß w swym dziele Das Leben Jesu (1835) twierdził, że Jezus był fanatykiem religijnym. Friedrich Nietzsche (Antychryst, 1895) sugerował niedojrzałość psychiczną Jezusa.
Amerykański filozof i sceptyk naukowy Paul Kurtz w jednym ze swoich najbardziej wpływowych dzieł The Transcendental Temptation (1986, rozdział Was Jesus disturbed?) konstatuje, że niektóre fragmenty ewangelii sugerują, iż Jezus miał zaburzoną osobowość (disturbed personality). Zaznacza jednak, że trudno sprawdzić prawdziwość tych sugestii, ponieważ nie mamy możliwości poddania go szczegółowej diagnostyce psychiatrycznej. Stwierdza, że jeśli Jezus miał pretensje do boskości, to był obłąkany (deranged). Według Kurtza Jezus nieustannie głosił, że nadchodzi koniec świata (doomsday or the last days were at hand). W tym kontekście przywołuje on Mt 16,28 oraz Mt 24:34-35. Przytacza również fragmenty ewangelii, w których rodzina Jezusa (Mk 3:20-21) i inni współcześnie mu Żydzi (Mk 3:22, J 10:20) oskarżali go o opętanie i szaleństwo.
Badacz Nowego Testamentu Andrew Jacob Mattill Jr. w swoim artykule, zawartym w książce The Book Your Church Doesn’t Want You Read (1993), konstatuje zauważoną przez psychologów nieustannie rosnącą megalomanię Jezusa „Janowego” (opisanego w Ewangelii Jana). Jezus jest tam nieustannie zajęty swoim ego, otwarcie głosząc swoją mesjańską godność (J 6,29, 6,35, 6,38, 6,40, 6,47-58; 7,37-38; 8,12; 11,25-26; 14,6, 14,13-14). I konkluduje:

Im więcej zaufania włoży się w obraz Jezusa zawarty w czwartej ewangelii, tym trudniej będzie bronić jego zdrowego rozsądku.

W sierpniu 2012 Kościół Anglii we współpracy z organizacją Time to Change, zajmującą się chorymi psychicznie osobami, opracował dokument, w którym stwierdzono, że Jezus oraz niektórzy z apostołów i świętych mogli cierpieć na zaburzenia psychiczne.

## Opinie potwierdzające zdrowie

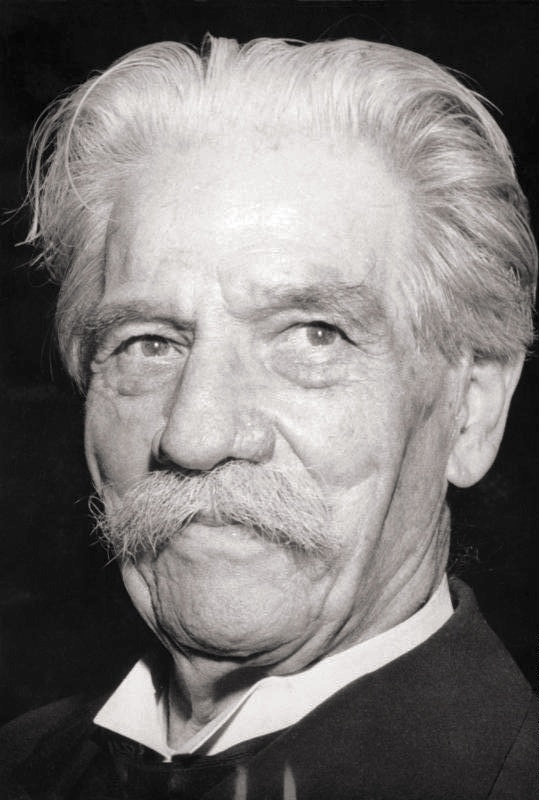
Albert Schweitzer

Z opiniami Charles’a Binet-Sanglégo, Williama Hirscha oraz George’a de Loosten, podważającymi zdrowie psychiczne Jezusa, polemizowali Albert Schweitzer (Die psychiatrische Beurteilung Jesu: Darstellung und Kritik – Psychiatryczna ocena Jezusa: przedstawienie [zagadnienia] i krytyka, 1913) oraz amerykański teolog Walter Bundy (The psychic health of Jesus – Zdrowie psychiczne Jezusa, 1922). Jednakże Schweitzer reprezentował pogląd, że najwcześniejsze pisma chrześcijańskie, jak autentyczne listy Pawłowe (1. List do Koryntian i 1. List do Tesaloniczan) oraz pierwsze Ewangelie (Marka i Mateusza), wyraźnie wskazują, iż Jezus wierzył, że Syn Człowieczy nadejdzie wkrótce, ówczesne potęgi upadną i zostanie ustanowione Królestwo Boże na Ziemi. Z biegiem czasu, w późniejszych pismach, przesłanie apokaliptyczne zanikało. Opinię tę wyraził w innej swojej pracy – Geschichte der Leben-Jesu-Forschung (Historia badań nad życiem Jezusa, 1906) – która stała się słynna pod angielskim tytułem The Quest of the Historical Jesus (1910) i jest uważana za „tekst fundacyjny” hipotezy o postaci Jezusa jako proroka apokaliptycznego Królestwa. Pogląd ten podziela większość współczesnych badaczy Jezusa historycznego (third quest). Po publikacji The Quest of the Historical Jesus zarzucano Schweitzerowi, jakoby jego opinie teologiczne wspierały tendencje do opisywania Jezusa jako osoby chorej psychicznie lub fanatyka religijnego. Pisząc Die psychiatrische Beurteilung Jesu: Darstellung und Kritik (jako rozprawę doktorską) Schweitzer zamierzał odrzucić te zarzuty. W pracy tej połączył w sposób transdyscyplinarny argumenty teologiczne, psychiatryczne i psychopatologiczne. Postulował też w niej podejście transdyscyplinarne dla wszelkich retrospektywnych patografii opisujących postacie historyczne.
Według Carla Gustava Junga (1875–1961), twórcy psychologii głębi i szkoły psychologii analitycznej, Chrystus był przykładem doskonałego, zintegrowanego archetypu jaźni. Jaźń w psychologii Junga reprezentuje jedność i pełnię osobowości wraz ze wszystkimi zjawiskami psychicznymi. W swej pracy Odpowiedź Hiobowi (1952) napisał on:

Chrystus nigdy nie wywarłby takiego wrażenia, jakie wywarł na swoich zwolennikach, gdyby nie wyrażał czegoś żywotnego i sprawczego w ich podświadomości. Samo chrześcijaństwo nigdy nie rozpowszechniłoby się w pogańskim świecie z tak zdumiewającą szybkością, gdyby jego idee nie napotkały analogicznej gotowości psychicznej na ich przyjęcie.

Dla Junga Chrystus historyczny jako archetyp nie tylko przemawia do duszy, ale sprawia w niej przebudzenie, ożywienie, oczyszczenie i zbawienie. Chodzi o szerszą świadomość, która łączy poczucie tożsamości i pełni z miłością bliźniego. Wykorzystując Janowy temat Chrystusa jako drogi, prawdy i światła (por. J 14,6), napisał też, że:

Ludzie tamtego czasu dojrzeli do utożsamienia się ze słowem wcielonym, do założenia wspólnoty połączonej ideą, w imię której mogli miłować się wzajemnie i innych nazywać swymi braćmi. Dawna idea (...) pośrednika, w imię której otwierają się nowe drogi miłości, stała się faktem i dzięki niej społeczność ludzka uczyniła krok naprzód.

Obronie zdrowia psychicznego Jezusa został poświęcony artykuł wstępny czasopisma jezuitów włoskich „La Civiltà Cattolica”, opublikowany 5 listopada 1994. Na tytułowe pytanie: E se Gesù si fosse ingannato? (A jeśli Jezus został zwiedziony?), redakcja odpowiada przecząco, argumentując że Jezus nie był fanatykiem ani megalomanem, lecz osobą zdrową psychicznie i bardzo realistyczną. Dlatego nie oszukiwał siebie, mówiąc, że jest mesjaszem i Synem Bożym.
Pisarz i apologeta chrześcijański Lee Strobel w swojej książce The Case for Christ (1998), zawierającej analizę osoby Jezusa, przytacza opinię amerykańskiego psychologa klinicznego Garry’ego R. Collinsa (prezesa American Association of Christian Counselors, specjalizującego się w coachingu chrześcijańskim):

Biorąc wszystko pod uwagę, po prostu nie widzę oznak, żeby Jezus cierpiał na jakąkolwiek znaną chorobę umysłową. Był dużo zdrowszy niż ktokolwiek, kogo znam, włączając w to mnie samego!

Z opiniami podważającymi zdrowie psychiczne Jezusa polemizował również Olivier Quentin Hyder – na łamach czasopisma „Journal of Psychology and Theology” (1977) w artykule On the Mental Health of Jesus Christ (O zdrowiu psychicznym Jezusa Chrystusa), a także chrześcijański pisarz Josh McDowell w swojej książce Więcej niż cieśla. McDowell przytoczył między innymi tezy chrześcijańskich teologów i apologetów oraz amerykańskiego psychiatry Jamesa T. Fishera sugerujące „całkowite zdrowie umysłowe” Jezusa. Cytowany przez niego protestancki teolog i historyk chrześcijaństwa Philip Schaff argumentuje:

Czy taki intelekt – jasny jak niebo, rześki jak górskie powietrze, ostry i przenikliwy jak miecz, całkowicie zdrowy i krzepki, zawsze w pogotowiu i zawsze opanowany – uległ całkowitemu i najpoważniejszemu złudzeniu co do własnego charakteru i misji? Niedorzeczne wyobrażenie!

Benedykt XVI w swojej książce Jezus z Nazaretu przestrzega przed rozpatrywaniem Jezusa na gruncie psychologicznym i w tym kontekście ewentualnych urojeń wielkościowych oraz posłanniczych:

W szerokim nurcie liberalnych badań chrzest Jezusa bywa interpretowany jako doświadczenie powołania. Ten, który do tego czasu prowadził zupełnie zwyczajne życie w prowincji Galilei, przeżył tu radykalne doświadczenie; tutaj pojawiła się w Nim świadomość Jego szczególnej relacji do Boga i własnego posłannictwa religijnego. Jej źródłem był powszechny w Izraelu i przetworzony przez Jana temat oczekiwań, jak również Jego osobisty wstrząs, doznany w obrzędzie chrztu. Nic jednak o tym nie mówią teksty. Mimo pozorów erudycji, jakie stwarzają takie opracowania, można je raczej zaliczyć do gatunku powieści o Jezusie niż do autentycznych interpretacji tekstów. Teksty nie pozwalają nam zajrzeć do wnętrza Jezusa. Jezus stoi ponad naszymi psychologiami (Romano Guardini).

Zdrowia psychicznego Jezusa bronią również psychiatrzy Pablo Martínez i Andrew Sims w swojej książce Mad or God? Jesus: The healthiest mind of all (Szaleniec czy Bóg? Jezus: umysł najzdrowszy ze wszystkich, 2018). Autorzy badają Jezusa poprzez pięć testów: jego charakter (był dobrze przystosowaną, dojrzałą osobą), jego życie (jego słowa i czyny nigdy nie były ze sobą sprzeczne), jego relacje z bardzo różnymi ludźmi w ciągu jego życia, jego reakcję na przeciwności, w tym cierpienie i śmierć oraz jego wpływ na ludzi, wtedy i teraz. W rozdziale 9. autorzy dochodzą do wniosku, że żadna osoba chora psychicznie ani żaden zły człowiek nie byłby w stanie mówić ani zachowywać się tak, jak Jezus. Dlatego według nich Jezus był całkowicie zdrowy psychicznie i był tym, za kogo się podawał: Bogiem.

## Opis sporu
Spór z początku XX wieku na temat zdrowia psychicznego Jezusa pomiędzy Charles’em Binet-Sanglém, Williamem Hirschem i George’em de Loosten z jednej strony, a Albertem Schweitzerem i Walterem Bundym z drugiej strony opisali Francis G. Johann (The Life of Jesus as a Religious Paranoic – Życie Jezusa jako religijnego paranoika, 2010) oraz Don Havis w czasopiśmie „Secular Nation” (An Inquiry into the Mental Health of Jesus: Was He Crazy? – Wgląd w zdrowie umysłowe Jezusa: czy był szalony?).